# Pustý Mlýn
Pustý Mlýn (také Ditelovo, německy Dittelei, Wüstemühle, 1890 Wüstemühl, polsky Pusty Młyn) je malá vesnice, část obce Brumovice v okrese Opava. Nachází se asi 2,5 km na východ od Brumovic, při ústí říčky Čižiny do řeky Opavy. Prochází zde silnice I/57. V roce 2009 zde bylo evidováno 26 adres. V roce 2001 zde trvale žilo 103 obyvatel.
Pustý Mlýn leží v katastrálním území Brumovice u Opavy o výměře 17,22 km2.